# Doungou (Niger)
Doungou ist eine Landgemeinde im Departement Kantché in Niger.

## Geographie
Doungou liegt am Übergang der Großlandschaft Sudan zur Sahelzone. Die Nachbargemeinden sind Ichirnawa im Norden, Droum im Osten und Matamèye im Süden und Westen. Bei den Siedlungen im Gemeindegebiet handelt es sich um 26 Dörfer und 45 Weiler. Der Hauptort der Landgemeinde ist das Dorf Doungou. Es hat den Charakter einer Oase.

## Geschichte
Die Landgemeinde Doungou ging 2002 im Zuge einer landesweiten Verwaltungsreform aus einem Teil des Kantons Kantché hervor.

## Bevölkerung
Bei der Volkszählung 2012 hatte die Landgemeinde 39.031 Einwohner, die in 6061 Haushalten lebten. Bei der Volkszählung 2001 betrug die Einwohnerzahl 22.879 in 3551 Haushalten.
Im Hauptort lebten bei der Volkszählung 2012 4669 Einwohner in 761 Haushalten, bei der Volkszählung 2001 3078 in 478 Haushalten und bei der Volkszählung 1988 2386 in 437 Haushalten.
In ethnischer Hinsicht ist die Gemeinde ein Siedlungsgebiet von Daurawa und Iklan.

## Politik
Der Gemeinderat (conseil municipal) hat 14 gewählte Mitglieder. Mit den Kommunalwahlen 2020 sind die Sitze im Gemeinderat wie folgt verteilt: 5 PNDS-Tarayya, 5 RPP-Farilla, 2 RDR-Tchanji, 1 MDEN-Falala und 1 RSD-Gaskiya.
Jeweils ein traditioneller Ortsvorsteher (chef traditionnel) steht an der Spitze von 25 Dörfern in der Gemeinde, darunter dem Hauptort.

## Wirtschaft und Infrastruktur
Die Gemeinde liegt in einer Zone, in der Regenfeldbau betrieben wird. Es wird regenabhängiger Reisanbau praktiziert. Wochenmärkte werden im Hauptort und im Dorf Maïwando Haoussa abgehalten. Der Markttag im Hauptort ist Dienstag. Das staatliche Versorgungszentrum für landwirtschaftliche Betriebsmittel und Materialien (CAIMA) unterhält eine Verkaufsstelle im Hauptort.
Dort ist auch ist ein Gesundheitszentrum des Typs Centre de Santé Intégré (CSI) vorhanden. Es verfügt über ein eigenes Labor und eine Entbindungsstation. Der CEG Doungou ist eine allgemein bildende Schule der Sekundarstufe des Typs Collège d’Enseignement Général (CEG). Beim Centre de Formation aux Métiers de Doungou (CFM Doungou) handelt es sich um ein Berufsausbildungszentrum.
Durch den Hauptort und die Dörfer Taramni Haoussa und Maïwando Haoussa führt die 90,6 Kilometer lange Landstraße RR7-004 zwischen Matamèye und der Nationalstraße 11. Im Hauptort beginnt die 25,76 Kilometer lange Route 740, die über Angoual Bako nach Magéma verläuft. Die Dörfer Maïwando Haoussa und Angoual Bako sind direkt durch die 4,86 Kilometer lange Route 755 verbunden. Von Taramni Haoussa verläuft die 3,4 Kilometer lange Route 762 nach Sabar Peulh. Die drei letztgenannten Routen sind wenig ausgebaute Landstraßen.